# كينتا كوباياشي
كينتا كوباياشي (باليابانية: KENTA؛ بالكانا: こばやし けんた) هو مصارع محترف ياباني، ولد في 12 مارس 1981 في سوكا في اليابان.

## وصلات خارجية
- كينتا كوباياشي على موقع دبليو دبليو إي (الإنجليزية)
- كينتا كوباياشي على موقع WrestlingData.com (الإنجليزية)
- كينتا كوباياشي على موقع CageMatch worker (الإنجليزية)
- كينتا كوباياشي على موقع قاعدة بيانات المصارعة على الإنترنت (الإنجليزية)
- كينتا كوباياشي على موقع عالم المصارعة على الإنترنت (الإنجليزية)

- كينتا كوباياشي على موقع IMDb (الإنجليزية)
- كينتا كوباياشي على موقع قاعدة بيانات الفيلم (الإنجليزية)
- كينتا كوباياشي على موقع كينوبويسك (الروسية)